# 1548

## أحداث
- 8 ديسمبر: تأسيس مدينة لوخا وتقع حاليا في الإكوادور.
- تأسيس مدينة لاباز عاصمة بوليفيا.

## مواليد
- تادكتوسو هوندا محارب ياباني
- جوردانو برونو فيلسوف إيطالي
- جوليو بوليريو
- فرنسيسكو سواريز
- فيلهلم الخامس، دوق بافاريا

## وفيات
- غونزالو بيزارو